# Nati nel 1182
| Questa pagina contiene informazioni ricavate automaticamente dalle voci biografiche con l'ausilio del template Bio e di un bot. L'aggiornamento è periodico e automatico e ricostruisce completamente la pagina. Se manca una persona in questa lista, sei pregato di non aggiungerla, ma accertati piuttosto che la sua voce biografica contenga il template Bio e che i dati anagrafici siano correttamente compilati. Se il template Bio manca, inseriscilo tu stesso o, in alternativa, metti l'avviso {{tmp\|Bio}} che ne segnala la mancanza. Se i dati riportati sono sbagliati, correggi direttamente la voce biografica; le modifiche saranno visibili in questa lista entro pochi giorni. Per chiarimenti vedi il progetto biografie. La lista contiene solo le 9 persone che sono citate nell'enciclopedia e per le quali è stato implementato correttamente il template Bio. Pagina aggiornata al 2 mag 2025. |

- Alice di Vergy, nobile francese († 1251)
- Alice d'Armenia, nobile
- Alessio I di Trebisonda, imperatore bizantino († 1222)
- Haakon III di Norvegia, re († 1204)
- Ken Arok, sovrano († 1227)
- Lutgarda di Tongres, monaca cristiana fiamminga († 1246)
- Santa Verdiana, religiosa italiana († 1242)
- Eleonora d'Aragona, principessa († 1226)
- Fujiwara no Tomoie, poeta giapponese († 1258)